# Hunerli
Hunerli (en azéri : Hünərli) est un village situé dans le raion de Khojavend en Azerbaïdjan. C'était jusqu'en 2020, une communauté rurale de la région d'Hadrout, au Haut-Karabagh, sous le nom de Tsakuri (en arménien : Ծակուռի).

## Géographie
Le village est situé dans le sud-est du raïon, à 13 km d'Hadrout et à 57 km au sud-ouest de Khankendi. 
Il occupe une plaine avec une superficie totale de 307,4 hectares, dont 241,68 hectares ont une fonction agricole tandis que 32,9 hectares sont des terres forestières. Il bénéficie d'un micro-climat particulièrement doux grâce à ses pommiers, poiriers, mûriers et noyers. Des gisements de spath d'Islande se trouvent dans la zone du village.

## Histoire
Entre 1923 et 1991, le village fait partie de l'oblast autonome du Haut-Karabagh au sein de la république socialiste soviétique d'Azerbaïdjan. À partir de 1992, il constitue une communauté rurale de la région d'Hadrout dans la république du Haut-Karabagh.
Le 7 octobre 2020, au cours de la deuxième guerre du Haut-Karabagh, la localité passe sous le contrôle de l'Azerbaïdjan, ce qui entraîne l'exode de la population arménienne.

## Population
Avant 2020, la population de la communauté de Tsakuri comprenait environ 100 habitants regroupées en 28 familles. La population était principalement engagée dans l'élevage du bétail et l'agriculture. 

## Infrastructures et équipements
Il y a une administration de village, une maison de la culture, un poste de secours. L'approvisionnement en eau est assuré par un système gravitaire alimenté par deux sources, Akn et Nerses 

La communauté disposait d’électricité, de la radio et de la télévision, de la téléphonie mobile et d’un service Internet. Le village a été présenté à plusieurs reprises à la télévision locale.

## Monuments historiques et culturels
Le monument historique et religieux le plus important de la communauté est l'ancien complexe du monastère de Tsaghkavank dont seule l'église Sainte-Mère de Dieu a été conservée. Fondée en 1198, elle possède un portail spectaculaire datant de 1682 et constitue un exemple exceptionnel de culture médiévales et architecture arménienne à Artsakh. Elle est décrite dans l'Encyclopédie de l'architecture d'Artsakh de Sh.M. Mkrtchyan .
Les autres monuments historiques de Tsakuri comprennent le cimetière (XVIIe – XIXe siècles), la source (XIXe siècle), un khatchkar du XVIIe siècle et les ruines du monastère de Ptkatagh (daté de 1670).

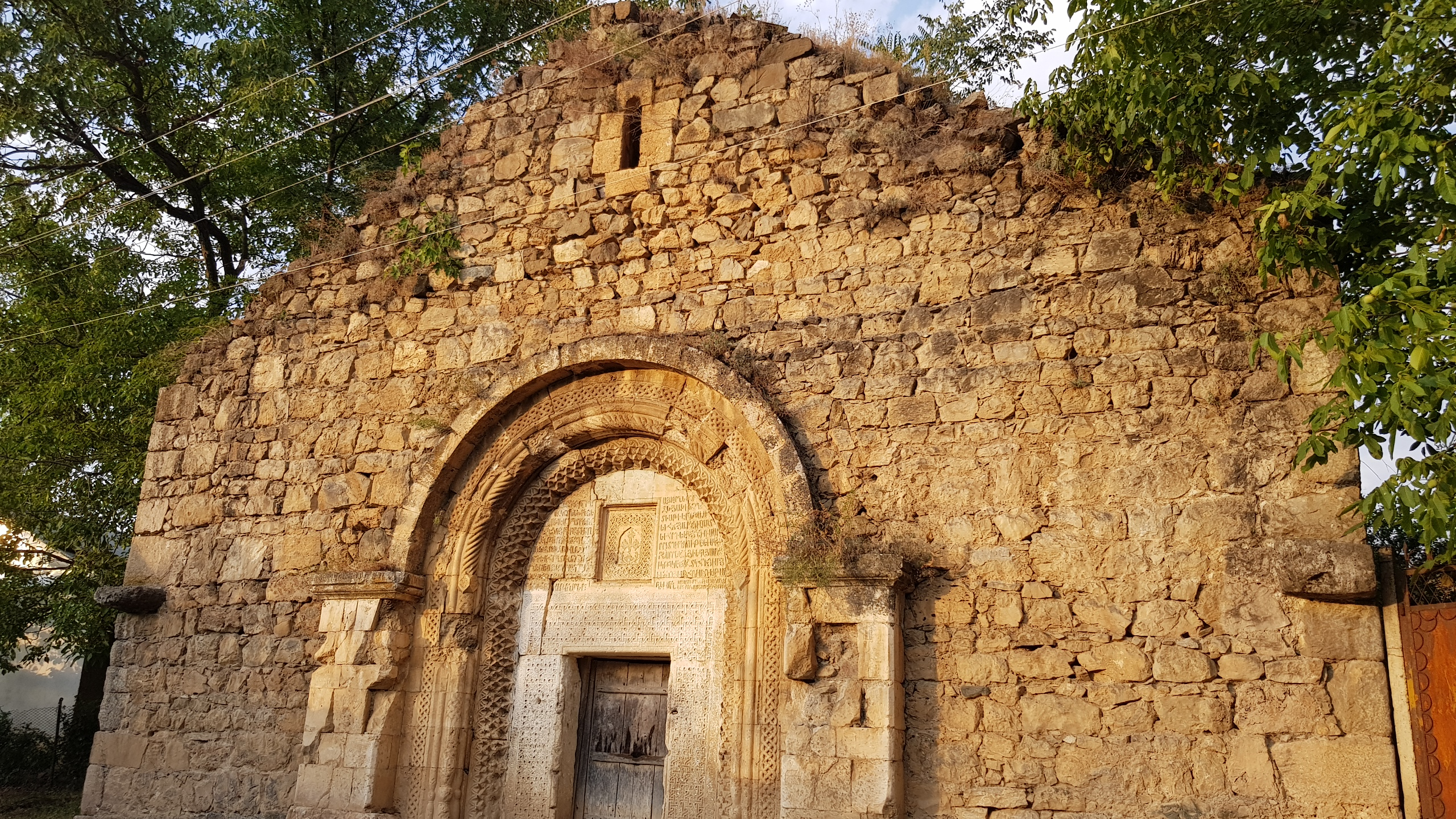
Tsakuri, église Sainte-Mère de Dieu

Un groupe international de bienfaiteurs a contribué à la reconstruction de l'église Sainte-Mère de Dieu et a commencé les travaux de préparation et la collecte de dons au cours des années 2010. En juillet 2013, le primat du diocèse d'Artsakh (en) de l'Église apostolique arménienne, l'archevêque Pargev Martirosyan (en), a béni ce projet de revitalisation du monument historique et religieux «Surb Astvatsatsin» (Sainte Mère de Dieu). Il a été reconnu par le Ministère du Travail, des Affaires sociales et de la Réinstallation de la République d'Artsakh en tant que projet caritatif, et les travaux de construction ont commencé en mai 2019. Le Ministère de la Culture, du Tourisme et de la Jeunesse ainsi que l'autorité de supervision technique de RA ont surveillé les travaux de la première phase du projet (travaux extérieurs). La phase deux (les travaux d’intérieur) est en partie financée par une campagne internationale de financement participatif.